# Sturmhöhe (1985)
Sturmhöhe (Originaltitel: Hurlevent), eine Adaption des Romans Wuthering Heights von Emily Brontë, ist ein Film von Jacques Rivette aus dem Jahr 1985.

## Handlung
Ein Insert kündigt an, in welchem Jahr die Handlung einsetzt und wo sie sich zuträgt: „1931, zwischen der Beaume und der Vidourle“, zwei kleinen Flüssen in den Cevennen, im Département Ardèche.
Dort liegt – einsam auf einer Bergkuppe – das Anwesen von Hurlevent. Es wird bewohnt von Guillaume Sevenier, seiner Schwester Catherine und einigen Bediensteten, namentlich der Haushälterin Hélène, oder Nelly, und dem Faktotum Joseph. Und es lebt dort Roch, ein Findling, den Guillaumes Vater einst ins Haus gebracht hatte. Roch und Catherine verbindet seit ihren gemeinsam verbrachten Kindertagen eine große Vertrautheit miteinander und Zuneigung zueinander.
Der alte Sevenier ist vor ein paar Monaten gestorben, und so lässt Guillaume, der neue Herr auf Hurlevent, seine Macht an Roch aus, will ihn erniedrigen. Ein Traum, in dem er sieht, wie Catherine und Roch Zärtlichkeiten austauschen, lässt auf seine Eifersucht schließen.
Bei einem ihrer Streifzüge über die hügelige Landschaft der Umgebung gelangen Roch und Catherine zum – im Vergleich mit Hurlevent viel nobleren – Haus der Lindons. Catherine tritt in eine Tierfalle, verletzt sich und muss dort bei den Lindons versorgt werden. Roch wird allein nach Hurlevent zurückgeschickt.
Nach Catherines Rückkehr richtet Guillaume ein kleines Fest aus, zu dem er das Geschwisterpaar Olivier und Isabelle Lindon einlädt. Es wird getanzt, es gibt sogar ein kleines Feuerwerk, nur der unbeholfene Roch steht abseits. Es kommt zu einer Rauferei zwischen Roch und Olivier, woraufhin Guillaume Roch in eine Kammer sperrt. Als Catherine ihn dort besucht, spricht Roch seinen bedeutsamen Entschluss aus: Dafür wird Guillaume „zahlen“ müssen.
Immer häufiger ist jetzt der junge, gutaussehende Olivier Lindon zu Gast auf Hurlevent und macht Catherine Avancen. Roch hört – von den Frauen unbemerkt – ein Gespräch zwischen Catherine und der Haushälterin Nelly mit an, hört von Catherines Einwilligung in Oliviers Heiratsangebot. Danach bleibt er unauffindbar. Bei Sturm und Regen sucht Catherine nach ihm. Sie erkältet sich stark und muss mit Fieber das Bett hüten.
Drei Jahre später. Catherine und Olivier haben geheiratet und leben im Hause Lindon, das jetzt zu gleichen Teilen Olivier und seiner Schwester Isabelle gehört und in dem als Haushälterin Nelly arbeitet.
Nach drei Jahren Abwesenheit taucht plötzlich Roch auf – zu Geld gekommen und äußerlich wie ausgewechselt. Auf Hurlevent leben noch Guillaume und der alte Joseph, aber der Hof ist fast verfallen und Guillaume verschuldet. Jetzt ist es Roch, der Guillaume in seine Grenzen verweisen kann. Nur seine Rache hat er im Kopf. Rache an Guillaume, aber er drängt sich auch zwischen Catherine und Olivier, und als dessen Schwester Isabelle sich in ihn verliebt, behandelt er sie voller Niedertracht, missbraucht sie sogar.
Catherine erkrankt schwer und stirbt. Nur im Wahn hört Roch noch einmal Catherines Stimme, die nach ihm ruft.

## Hintergrund

### Vergleich mit Brontës Roman
Die Handlung von Rivettes Film basiert auf Band 1 des Romans von Emily Brontë. Dabei ergeben sich Änderungen im Handlungsablauf, im Wesentlichen sind es Vereinfachungen, vor allem daraus, dass Rivette die Anzahl der agierenden Figuren stark reduziert hat. Für die Romanfiguren der Eltern von Guillaume und Catherine sowie der Ehefrau und des Sohnes von Guillaume gibt es keine Entsprechungen im Film. Auch dass Catherine vor ihrem Tod schwanger war und in der Nacht, in der sie stirbt, eine Tochter zur Welt gebracht hat, ist in den Film nicht aufgenommen worden.
Die Namen der Figuren wurden folgendermaßen geändert:
Brontës Wuthering Heights ⇒ Rivettes Hurlevent
- Hindley Earnshaw ⇒ Guillaume Sevenier
- Catherine Earnshaw ⇒ Catherine Sevenier
- Heathcliff ⇒ Roch
- Edgar Linton ⇒ Olivier Lindon
- Isabella Linton ⇒ Isabelle Lindon
- Ellen (Nelly) Dean ⇒ Hélène (Nelly)

### Eine Inspirationsquelle: Werke der bildenden Kunst
In einigen Interviews hat Rivette erklärt, dass er den entscheidenden Impuls, sich an eine Adaption des Brontë-Romans zu wagen, einer Ausstellung verdankt. In einer Balthus gewidmeten Ausstellung im Herbst 1983 im Pariser Centre Pompidou hatte Rivette dessen Serie von Zeichnungen zu einzelnen Situationen des Romans gesehen und war von ihnen sehr beeindruckt. In einigen Einstellungen des Films kann man den Bildaufbau der entsprechenden Zeichnungen Balthus‘ wiedererkennen.
Auch andere Werke der bildenden Kunst dienten als Inspirationsquelle. Für den Traum Guillaumes am Anfang des Films gibt es eine direkte Vorlage: Nicolas Poussins Bild des Polyphemus, der die sich liebenden Akis und Galatea beobachtet.

### Drehorte
Die Filmaufnahmen fanden, entsprechend der Ortsangabe im vorangestellten Insert, in der Ardèche statt, wo auch der alte Bauernhof gelegen ist, der im Film den titelgebenden Namen Hurlevent trägt.
Für den noblen Wohnsitz der Lindons dagegen wurde kein geeignetes, für Filmaufnahmen verfügbares Haus in der Ardèche gefunden. Tatsächlich steht dies vermeintlich in der Nähe gelegene Haus circa 100 Kilometer weiter südlich, in der Nähe der Ortschaft Sommières. (Jacques Rivette: „It was mainly the farm that mattered: the farm – as you probably know – is in Ardèche whereas the mansion, which should be nearby, is actually located 100 kilometres below, between Nîmes and Montpellier, near Sommières.“)

## Rezeption
Hurlevent hatte seine Uraufführung im August 1985 beim Filmfestival in Locarno, war dort allerdings nicht unter den Preisträgern.
Soweit der Film, dessen regulärer Kinostart zwei Monate später stattfand, in deutschen Medien überhaupt besprochen wurde, war die Reaktion eher verhalten. Beispielhaft hierfür das folgende resümierende Zitat aus Filmdienst: „In strenger Form mit schönen Bildern inszenierte Filmadaption von Emily Brontës berühmtem Roman, die ohne filmische Höhepunkte bleibt und seltsam unverbindlich und belanglos wirkt.“
Im Lauf der Jahre ist die Wertschätzung von Hurlevent zumindest unter Filmliebhabern offenbar gewachsen, nimmt man die Anzahl von dem Film gewidmeten Artikeln oder die Vorführungen in Rivette-Retrospektiven hierfür als Maßstab.

## DVD
Französische Originalfassung (wahlweise mit englischen Untertiteln). Bluebell Films, London 2008. Unter dem englischen Titel Wuthering Heights.